# 크리스틴 킬러
크리스틴 킬러(Christine Keeler, 1942년 2월 22일 ~ 2017년 12월 4일)는 영국의 모델이자 쇼걸이다. 해롤드 맥밀란 정권의 육군 장관 존 프러퓨모와의 관계로 인해 프러퓨모 사건이 발생하였고, 정권 교체로 이어졌다.